# Ряэптсова
Ря́эптсова (эст. Rääptsova) — деревня в волости Сетомаа уезда Вырумаа, Эстония. До административной реформы местных самоуправлений Эстонии 2017 года входила в состав волости Вярска уезда Пылвамаа.
Согласно историческому делению, входила в состав нулка Тсятски.

## География и описание
Расположена в 12 км к югу от волостного центра — посёлка Вярска, и в 37 км к востоку от уездного центра — города Выру. Высота над уровнем моря — 71 метр.
Климат переходный от морского к континентальному. Официальный язык — эстонский. Почтовый индекс — 64020.

## Население
По данным переписи населения 2011 года и переписи населения 2021 года, в Ряэптсова жителей не было.
Численность населения деревни Ряэптсова по данным переписей населения:
| Год  | 1959 | 1970  | 1979 | 1989 | 2000 | 2011 | 2021 |
| ---- | ---- | ----- | ---- | ---- | ---- | ---- | ---- |
| Чел. | 76*  | ↘ 62* | ↘ 46 | ↘ 24 | ↘ 5  | ↘ 0  | → 0  |

* Деревни Суур-Ряэптсова (эст. Suur-Rääptsova) и Вяйке-Ряэптсова (эст. Väike-Rääptsova) вместе

## История
В источниках 1652 года упоминается Рябцево, 1781 года — Ряпцова, 1865–1871 года — Рябцова, 1882 Рябцово, Большое Рябцово, 1885 года — Боль. Рябцево, 1903 года — Rääpzowa, 1904 года — Suurõ-Rääptsüvä, Rääptsüvä, Большо́е Ря́бцово, 1920 года — S. Rääbtsüva.
В 1652 году деревня упоминается в налоговом списке Псково-Печерского монастыря, затем в 1781 году — в церковной книге Вярска. В 1882 году она входила в общину Городище нем. Korodissa kogukondи относилась к приходу Саатсе эст. Saatse kihelkond.
Ряэптсова состоит из двух частей: Сууры-Ряэптсювя (эст. Suurõ-Rääptsüvä, Большая Ряэптсова) и Вяйко-Ряэптсювя (эст. Väiko-Rääptsüvä, Малая Ряэптсова или Тругина (эст. Trugina, Trungina, Ма́лое Ря́бцово), которые были объединены в 1977 году. Южная часть Вяйко-Ряэпстювя называется Кивесте (эст. Kiveste), также Вахтсы-Ряэптсювя (эст. Vahtsõ-Rääptsüvä).
В  1990 году на территории деревни был установлен памятник Игорю Гудяку. В 1990 году здесь погиб старший лейтенант, командир 5-й роты Игорь Константинович Гудяк (1964—1990), бросивший на учениях гранату и не успевший укрыться. Согласно опубликованному 30 ноября 2022 года протоколу рабочей группы по советским памятникам при Госканцелярии Эстонии памятник Игорю Гудку признан «красным монументом», подлежащим удалению из общественного пространства. Эстонский военный музей выразил свой интерес в приобретении памятника в свою коллекцию. Памятник был демонтирован в 2023 году (см. Список советских военных памятников Эстонии).

## Происхождение топонима
Эстонский языковед Яак Симм предположил происхождение названия деревни от фамилии Рябчиков. В качестве основы названия подходят слова рябый (пёстрый, рябой, пятнистый, неровный), рябчик (рябчик (растение)), рябец (речная форель), рябка (тетерев) и рябуша (пёстрая курица). Русской фамилии Рябцев есть соответствия с XVI–XVII веков: Рябов, Рябцов. Как старорусские имена, в XIII–XVII веках представлены Рябецъ, Рябина, Рябчукъ и Рябъ, а также фамилия Рябчиковъ.

## Комментарии
1. ↑  Эстонские топонимы, оканчивающиеся на -а, не склоняются и не имеют женского рода (исключение — Нарва)[9].